# Casekirchen
Casekirchen ist ein Ortsteil der Gemeinde Molauer Land im Burgenlandkreis in Sachsen-Anhalt.

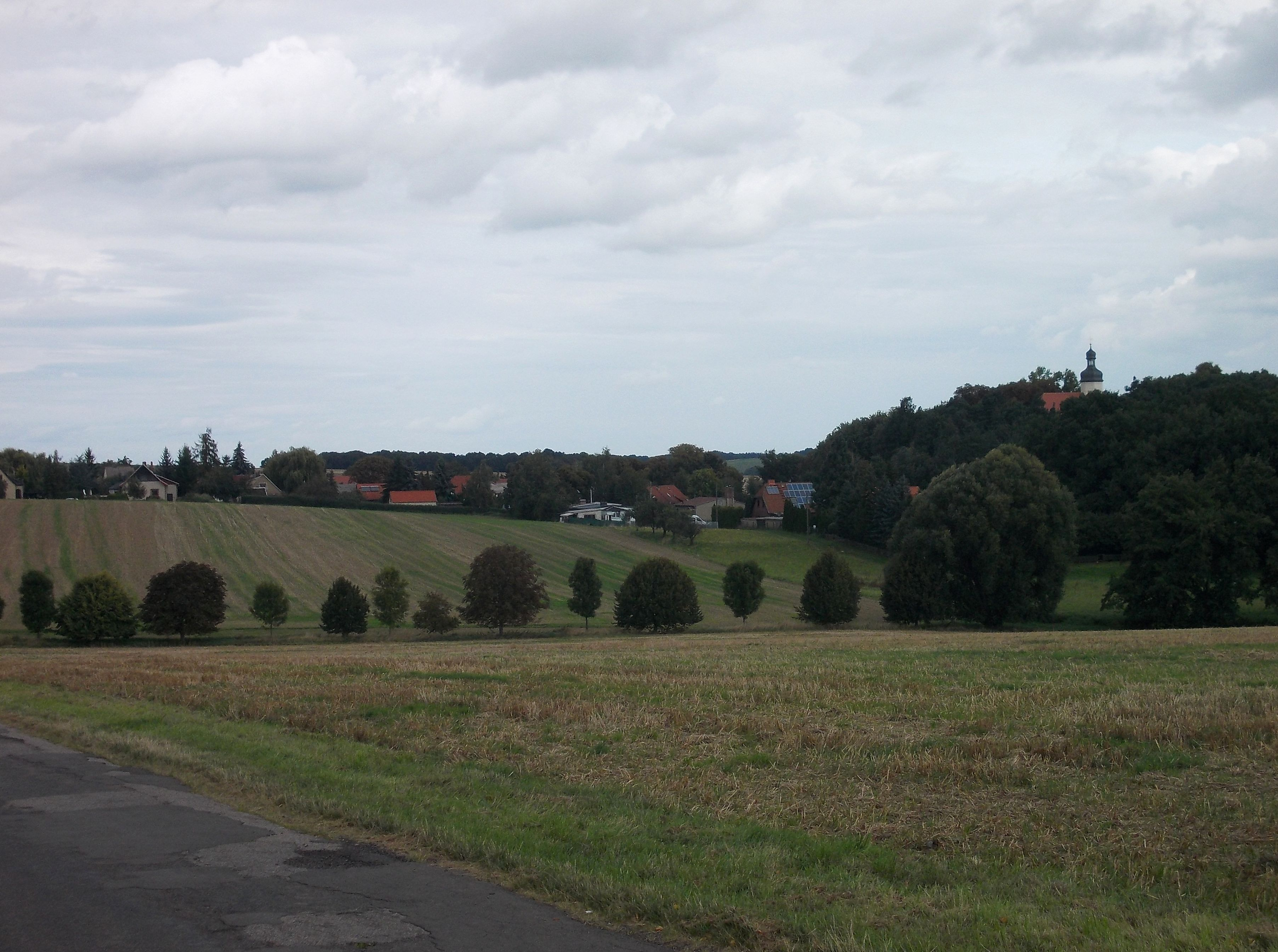
Blick von Süden zum Ort

## Geografie und Geologie
Casekirchen liegt ca. 9 km südöstlich von Naumburg (Saale) und westlich der Molauer Platte.
Nordwestlich des Ortes treten Wellenkalkvorkommen auf.

## Geschichte
Casekirchen wurde 977 erstmals als „Cesice“ urkundlich erwähnt, 1235 und 1250 als „Kaskirgen“ bzw. „Kaiskirgen“, 1253 als „Kaskerkene“ und bereits 1346 als „Kaskirchen“. Die in sehr alter Zeit gegründete Kirche wurde dem heiligen Nicasius geweiht und gab dem Ort den Namen Nicasiuskirchen, woraus der jetzige Ortsname zusammengezogen wurde. Der nach Südosten hin freiliegende Kirchberg soll schon eine altheidnische Kultstätte gewesen sein, auf dem ein bedeutender Götzenaltar stand. Vermutlich deshalb wurde eine frühe Missionskirche St. Casiuskirche auf die weithin sichtbare künstlich geformte Bergkuppe gestellt, die aber wieder aufgegeben und abgetragen wurde. In seiner Umgebung wurden eine Reihe von Hünengräbern und steinernen Waffen gefunden.
1237 wurde mit Henricus de Casekirchen erstmals ein Rittergutsbesitzer erwähnt. Nachdem das Gut während des 16. Jahrhunderts u. a. den Familien von Harstall und von Brand gehörte, ging es 1600 in den Besitz der Familie von Meusebach über. Im April 1628 wurde der damalige Eigentümer Otto Wilhelm von Meusebach auf dem Altenburger Markt wegen Straßenraubes hingerichtet. Sein Sohn Christoph Friedrich tauschte das Gut 1662 gegen Philipp Heinrich von Tümplings Anwesen in Leislau, um seine Schulden beim Großgestewitzer Gutsbesitzer Christoph von Landwüst bezahlen zu können. Aufgrund der hohen Schulden von Carl Friedrich von Tümpling wurde das Gut 1733 aufgeteilt und an mehrere Bauern aus Casekirchen und der näheren Umgebung verkauft, was dem Ort einen wirtschaftlichen Aufschwung verschaffte.
Infolge der Reformation wurde der lutherische Glaube eingeführt, der erste evangelische Pfarrer war der 1524 eingesetzte Peter Büttner alias Petrus Pithonius. Die ältesten erhaltenen Kasualienaufzeichnungen datieren aus dem Jahr 1602.
Casekirchen, Köckenitzsch und Seidewitz gehörten zum wettinischen Kreisamt Eisenberg, das aufgrund mehrerer Teilungen im Lauf seines Bestehens unter der Hoheit verschiedener Ernestinischer Herzogtümer stand. 1826 kamen die Orte mit dem Nordteil des Kreisamts Eisenberg vom Herzogtum Sachsen-Gotha-Altenburg zum Herzogtum Sachsen-Meiningen und wurden Teil der Exklave Camburg. In einem 1850 herausgegebenen Buch zur Landeskunde des Herzogtums Sachsen-Meiningen wird über Casekirchen berichtet: „Der Ort hat vier öffentliche Gebäude, 19 Wohn- und zwei Werkhäuser. Im Ort leben 24 Familien mit 163 Einwohnern.“ Die Einwohnerzahl sank auf 135 im Jahr 1900, 128 in 1919 und 120 in 1937, stieg aber bis 1950 wieder auf 216 an.
Von 1922 bis 1939 gehörten Casekirchen, Köckenitzsch und Seidewitz zur Kreisabteilung Camburg, anschließend bis 1948 zum thüringischen Landkreis Stadtroda, danach kurzzeitig zum Landkreis Jena. Bei der Gebietsreform von 1952 in der DDR kamen die drei Orte an den Kreis Naumburg im Bezirk Halle, wodurch ihre Zugehörigkeit zu Thüringen endete.
Im Jahr 1953 bestand in Casekirchen eine LPG Typ I und ab 1. Oktober 1960 eine LPG Typ III.
Am 1. Januar 1957 wurde Köckenitzsch und am 17. September 1961 Seidewitz an Casekirchen angegliedert, die neu entstandene Gemeinde trug die Gemeindenummer 081205. Bis zum Jahr 1972 war die Einwohnerzahl auf 361 Personen angewachsen, sank aber bis Ende 2008 wieder auf 246 Einwohner. Am 1. Januar 2010 schlossen sich die bis dahin selbstständigen Gemeinden Casekirchen, Abtlöbnitz, Leislau und Molau zur neuen Gemeinde Molauer Land zusammen.

## Kultur und Bauwerke
In den Jahren 1721/1722 wurde die gegenwärtige Kirche gebaut. Der Kirchturm und das Kirchenschiff wurde in den Jahren 2009 und 2010 saniert. Die Kirchenorgel ist 1830 gesetzt worden und erfuhr in den Jahren 2017 und 2018 durch die Firma Hoffmann und Schindler eine Restaurierung.
Das gegenwärtige Pfarrhaus des Ortes besteht seit dem Jahr 1903.
Der Ort ist Sitz eines Vereins.

## Wappen
Laut dem Landeshauptarchiv Magdeburg besitzt die Gemeinde kein rechtskräftig verliehenes Wappen. Das ehemalige Dienstsiegel der Gemeinde zeigt die Kirche in vereinfachter Darstellung, die spätere Fassung vereinte die Siegel der drei Ortsteile und eine abgewandelte Form des Thüringer Landeswappens in sich.

Ehemaliges Dienstsiegel der Gemeinde

## Wirtschaft und Infrastruktur

### Verkehr
Zur Bundesstraße 88, die westlich von Casekirchen von Naumburg (Saale) nach Jena verläuft, sind es ca. 9 km.

## Schul- und Erziehungswesen
Der Schulbetrieb in Casekirchen ist seit dem frühen 17. Jahrhundert nachgewiesen. Das letzte Schulgebäude wurde 1880 errichtet, bis zur Einstellung des Unterrichts in Casekirchen im Jahr 1975 als solches genutzt und stand nach vollständiger Renovierung für Verwaltungs- und Veranstaltungszwecke zur Verfügung. Als solches findet es bis in die Gegenwart Verwendung.
Von 1960 bis 1982 bestand in Casekirchen ein „Dauerheim für Säuglinge und Kleinkinder“, dessen Kapazität im Jahr 1977 bei 20 Plätzen lag. Das Gebäude wurde ab 1992 als Kindergarten genutzt, der aber mittlerweile geschlossen ist.

## Söhne und Töchter
- Adam Gschwend (1665–1722) (mit dem Pseudonym „Georgius Phaedrus“), war ein deutscher Pädagoge und Buchautor.